# O Dia dos Mortos (1985)
Dia dos Mortos é um filme de terror pelo diretor George A. Romero. É o terceiro filme da saga de filmes de zumbis Dead Series. É precedido por Night of the Living Dead e Dawn of the Dead. O próprio diretor descreve o filme como "uma tragédia sobre como uma deficiência de comunicação humana causa caos e colapso mesmo nessa pequena fatia de torta de sociedade". A película estrela Sherman Howard numa pequena aparição no papel de Bub, além do maquiador Gregory Nicotero no papel de Pvt. Johnson fazendo também os efeitos de maquiagem do filme. O filme inicialmente não foi muito bem recebido, tendo críticas negativas por parte dos fãs e da crítica, porém com o tempo, acabou sendo aclamado e considerado um dos melhores da série.

## Sinopse
Os zumbis dominaram os Estados Unidos da América, exceto por um pequeno grupo de cientistas e oficiais militares que residem em uma base subterrânea num município da Florida. Os cientistas andam usando os mortos-vivos em experimentos, para conseguir achar a cura, mas os militares não concordam com o método.
Finalmente, a milícia descobre que um de seus homens foi usado nos experimentos, banindo os mesmos para a caverna que abriga os mortos vivos. Infortunamente, os zumbis terrestres descobrem o caminho até a base militar.

## Elenco principal
- Lori Cardille como Dr. Sarah Bowman
- Terry Alexander como John
- Joe Pilato como Captain Rhodes
- Jarlath Conroy como  William "Bill" McDermott
- Anthony Dileo Jr. como Pvt. Miguel Salazar
- Richard Liberty como Dr. Matthew Logan / "Frankenstein"
- Sherman Howard como Bub the Zombie
- Gary Howard Klar como Pvt. Steel
- Ralph Marrero como Pvt. Rickles
- John Amplas como Dr. Ted Fisher
- Phillip G. Kellams como Pvt. Miller
- Taso N. Stavrakis como Pvt. Torrez
- Gregory Nicotero como Pvt. Johnson

## Prêmios e Indicações

### Prêmios
Festival de Stiges
- Melhor Atriz: Lori Cardille - 1985

 Saturn Awards
- Melhor Maquiagem: 1986

## Seqüência e remake
Uma seqüencia não oficial foi lançada em 2005, intitulada como Day of the Dead 2: Contagium. No entanto, esta não é, por definição, uma continuação oficial, pois a Taurus Entertainment Company ganhou os direitos sobre o filme original, porém, ninguém do elenco original de Day of the Dead teve envolvimento com a película.
Um vago remake do filme foi lançado direto para DVD no dia 8 de abril de 2008. Pouco da sinopse original permanece, sendo que apenas alguns elementos básicos foram mantidos. Entre eles a base subterrânea e o nome de alguns personagens.
Quase duas décadas após o lançamento do filme original, George Romero, lançou uma sequência oficial para este intitulada Land of the Dead.
A Taurus Entertainment anunciou no site Bloody Disgusting, em fevereiro de 2010, o início da escrita do livro Day of the Dead: Epidemic, baseado no filme.

## História em Quadrinhos
Stan Hutchinson escreveu a história em quadrinhos de 24 páginas Day of the Dead: Desertion, na qual foi lançada exclusivamente para celebrar o aniversário de 25 anos da película